# Wassertrüdingen
Wassertrüdingen – miasto w Niemczech, w kraju związkowym Bawaria, w rejencji Środkowa Frankonia, w regionie Westmittelfranken, w powiecie Ansbach.

## Położenie geograficzne
Wassertrüdingen leży nad rzeką Wörnitz, ok. 28 km na południe od Ansbachu, przy linii kolejowej Pleinfeld – Nördlingen. Miasto znajduje się w pobliżu Hesselberga, najwyższego wzniesienia Środkowej Frankonii i jedynego, z którego widać odległe Alpy. 

## Dzielnice
W skład miasta wchodzą następujące dzielnice: Altentrüdingen, Fürnheim, Geilsheim, Obermögersheim, Reichenbach, Schobdach i Wassertrüdingen. 

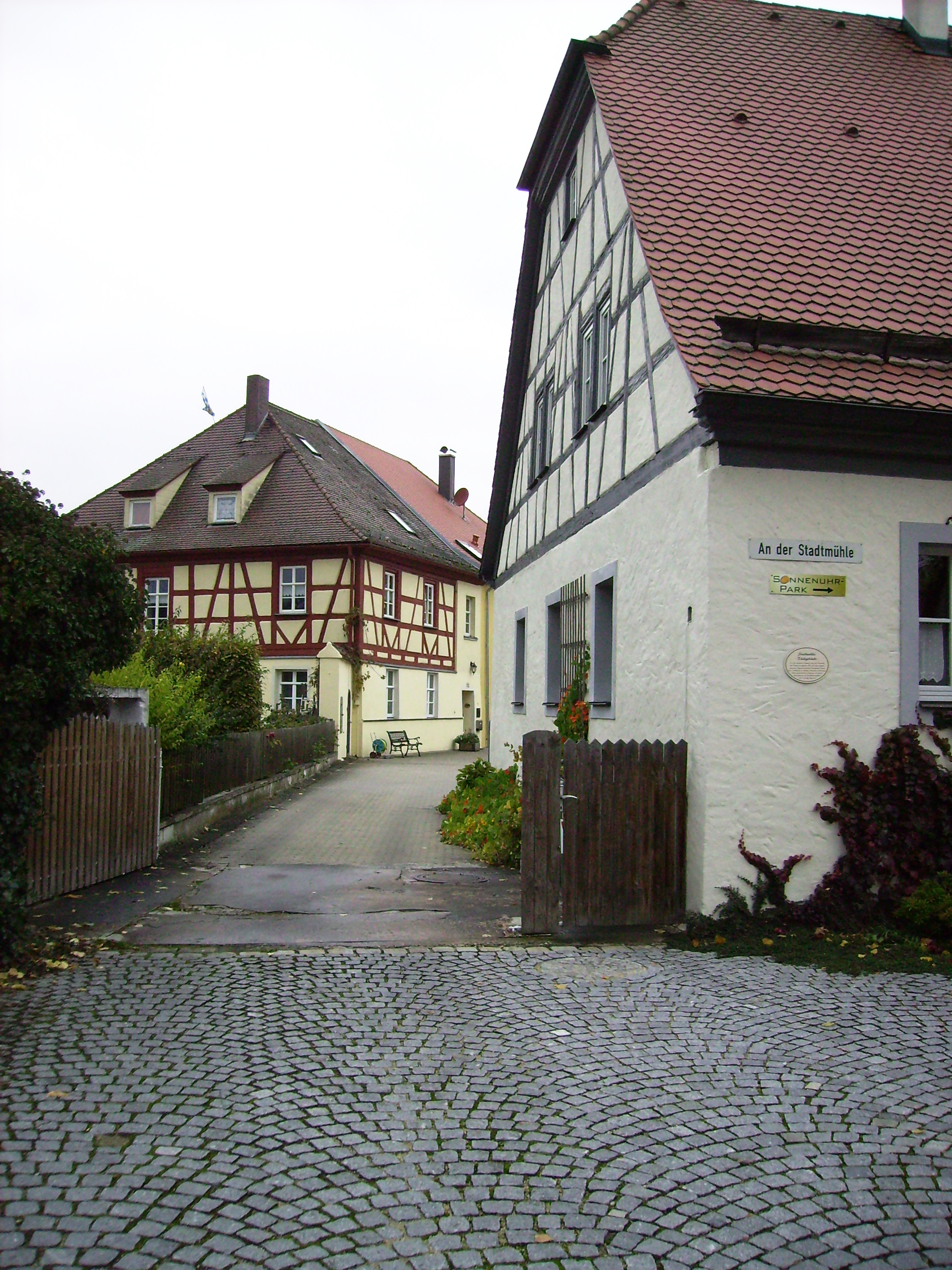
Wassertrüdingen - okolice młyna miejskiego

## Historia
Pierwszy raz wzmiankowane w 836 jako truth muntiga.